# Marita Covarrubias
 (juin 2008).
Si vous disposez d'ouvrages ou d'articles de référence ou si vous connaissez des sites web de qualité traitant du thème abordé ici, merci de compléter l'article en donnant les références utiles à sa vérifiabilité et en les liant à la section « Notes et références ».
Marita Covarrubias est un personnage de fiction de la série télévisée X-Files : Aux frontières du réel créée par Chris Carter. Elle est interprétée par Laurie Holden.

## Biographie de fiction
Marita Covarrubias est la représentante du secrétaire général des Nations unies. Fox Mulder fait sa connaissance dans le tout premier épisode de la saison 4, sur les indications de son précédent informateur. Marita est d'une aide précieuse, notamment pour procurer des visas diplomatiques à Mulder lors de son escapade à Tunguska, en ex-URSS. Cependant, la jeune femme est également en contact avec l'homme à la cigarette. 
Dans la saison 5, elle apparaît comme faisant partie du syndicat, pour qui elle semble travailler. Marita poursuit en réalité ses propres objectifs et n'hésite pas à séduire puis à trahir le redoutable Alex Krycek pour parvenir à ses fins. Lorsque les membres du syndicat apprennent qu'elle divulgue des informations confidentielles à Mulder, ils décident de se servir d'elle comme d'un cobaye, afin de faire des tests sur un vaccin contre la mystérieuse « huile noire » extra-terrestre. Marita Covarrubias réapparaît ensuite miraculeusement dans les saisons 7 et 9, aux côtés notamment d'Alex Krycek.
Dans la saison 6, Mulder rencontre Marita Covarrubias à Fort Marlene, lors de sa mise en quarantaine. La jeune femme semble très malade et porte les traces des expériences que les membres du syndicat ont menées sur elle. C'est Jeffrey Spender qui parvient à faire sortir Marita Covarrubias de Fort Marlene, après que cette dernière l'a supplié de ne pas l'abandonner.
Marita réapparaît ensuite dans le dernier épisode de la saison 7. Elle travaille désormais pour l'Homme à la cigarette, qui la charge d'obtenir la libération d'Alex Krycek, incarcéré en Tunisie. L'Homme à la cigarette souhaite rebâtir la conspiration et former les bases d'un nouveau syndicat. Cependant, Marita collabore de nouveau avec Mulder. Elle aide Alex Krycek à éliminer l'homme à la cigarette, qu'ils laissent ensuite pour mort.
Dans l'épisode final de la saison 9, Marita Covarrubias est amenée à témoigner dans le cadre du procès de Fox Mulder. Elle relate alors son rôle au sein de la conspiration, et des expériences qui ont été menées sur elle. Cependant, Mulder ne souhaite pas que la jeune femme aille jusqu'au bout de son témoignage, craignant qu'elle ne mette sa vie en danger en révélant trop d'informations.

## Épisodes
- Saison 4 (1996-1997)
  - Tout ne doit pas mourir (1996)
  - Teliko (1996)
  - Tunguska, 1re partie (1996)
  - L'Homme invisible (1997)
  - Nid d'abeilles (1997)

- Saison 5 (1997-1998)
  - Patient X, 1re partie (1998)
  - Patient X, 2e partie (1998)

- Saison 6 (1998-1999)
  - Toute la vérité, 2e partie (1999)

- Saison 7 (1999-2000)
  - Requiem (2000)

- Saison 9 (2001-2002)
  - La vérité est ici (2002)